# Damarchus dao
Espèce
Damarchus dao est une espèce d'araignées mygalomorphes de la famille des Bemmeridae.

## Distribution
Cette espèce est endémique de la province de Chiang Mai en Thaïlande,. Elle se rencontre au pied du Doi Chiang Dao.

## Description
Le mâle holotype mesure 11,14 mm et la femelle paratype 18,12 mm.

## Systématique et taxinomie
Cette espèce a été décrite par Schwendinger et Hongpadharakiree en 2023.

## Étymologie
Son nom d'espèce lui a été donné en référence au lieu de sa découverte, le Doi Chiang Dao.

## Publication originale
- Schwendinger & Hongpadharakiree, 2023 : « Three new and exceptional Damarchus species from Thailand (Araneae: Bemmeridae). » Zootaxa, no 5336(4), p. 481-508.